# Gomesa flexuosa
Gomesa flexuosa är en orkidéart som först beskrevs av Conrad Loddiges, och fick sitt nu gällande namn av Mark W. Chase och Norris Hagan Williams. Gomesa flexuosa ingår i släktet Gomesa och familjen orkidéer. Inga underarter finns listade i Catalogue of Life.